# Gloria (Schiff)
Die Gloria ist ein Segelschulschiff und das Flaggschiff der kolumbianischen Marine (spanisch: Armada de la República de Colombia).

## Geschichte

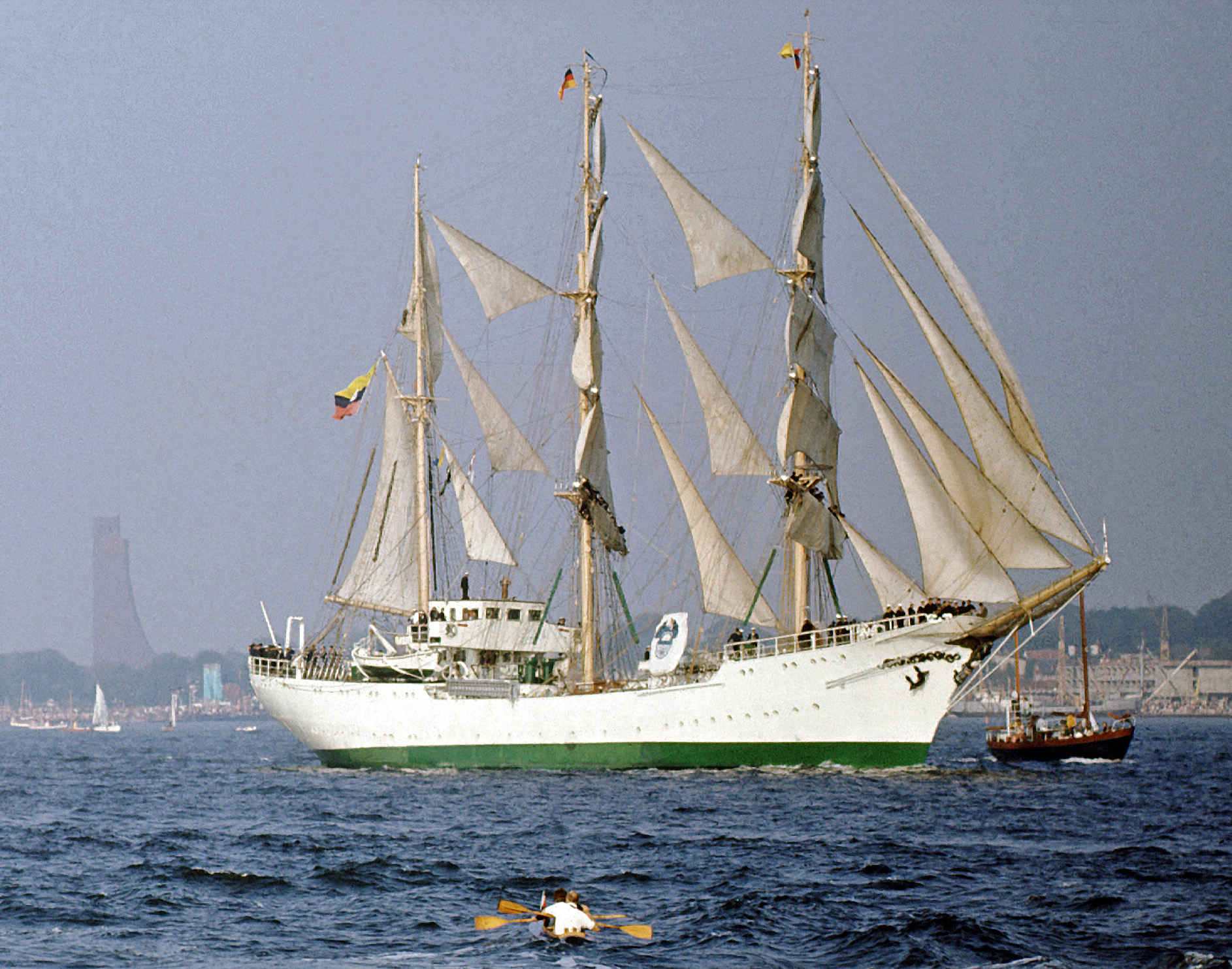
Gloria unter vollen Segeln bei der Windjammerparade 1972 in Kiel

Ende 1966 schrieb die kolumbianische Regierung weltweit den Bau eines Segelschiffes als Schulschiff für ihre Marine aus. Geplant war der Bau einer Bark. Die Schiffswerft Astilleros y Talleres Celaya im spanischen Bilbao gewann diesen Ausschreibungswettbewerb. Das Schiff wurde in den Jahren 1967–1968 unter der Baunummer 88 gebaut. Der Stapellauf fand am 2. Dezember 1967 statt. Die Übergabe an die kolumbianische Marine erfolgte am 16. Mai 1969.
Die Gloria war das erste und kleinste von vier Segelschulschiffen, die in Bilbao für lateinamerikanische Marinen gebaut wurden. Es folgten die Guayas für Ecuador (1976), die Simon Bolivar für Venezuela (1979) und die Cuauhtémoc für Mexiko (1982). Die Ähnlichkeit dieser vier Schiffe mit den in den 1930er Jahren bei Blohm & Voss gebauten Schiffen der Gorch Fock-Klasse ist groß.

## Technische Ausrüstung
Die Gloria ist für lange Reisen ausgelegt. Das Schiff verfügt über Hörsäle für den Unterricht an Bord und modernste Navigationsinstrumente für die Große Fahrt. 1970 unternahm es eine Weltumseglung und legte dabei 27.455 Seemeilen zurück.